# Contea di Kemper
La contea di Kemper (in inglese: Kemper County) è una contea dello Stato del Mississippi, negli Stati Uniti. La popolazione al censimento del 2000 era di 10 453 abitanti. Il capoluogo di contea è De Kalb.